# 古野清之
古野 清之（ふるの きよゆき、1939年6月2日 - ）は、日本の実業家。元古野電気会長、社長。長崎県出身。

## 経歴
1939年長崎県生まれ。10人兄弟の三男で、兄の古野清孝（長男）と古野清賢（次男）は古野電気の創業者である。長崎県立長崎東高等学校を経て、1962年に甲南大学経営学部経営学科を卒業後、古野電気に入社。1985年5月取締役、1989年5月常務、1990年3月国内本部長、1991年5月専務、1995年3月舶用機器事業部長、1996年5月代表取締役専務、1997年5月副社長を経て、1999年6月社長に就任した。
就任当時、同社の売上と経常利益はいずれも下降していた。そこで、長期的なビジョン（フルノビジョン）や、その実現に必要となる企業としての価値観（フルノバリューズ）の策定に取り組み、社内の意識改革に努め、同社の業績回復を実現させた。2005年には産業振興に貢献したとして藍綬褒章を受章。2007年3月に社長を古野幸男と代わり、代表取締役会長を経て、2011年2月に顧問となった。

## 役職
- 西宮商工会議所副会頭
- 兵庫工業会副会長